# Sergio Osterman
Sergio Osterman (Monfalcone, 22 marzo 1943) è un ex calciatore italiano, di ruolo difensore o centrocampista.

## Carriera
Ha disputato 5 incontri in Serie A con la maglia del Lanerossi Vicenza nella stagione 1966-1967.
Ha inoltre totalizzato 61 presenze ed una rete in Serie B nelle file di Monza e Genoa. Durante la sua militanza in rossoblù è andato a segno in un derby contro la Sampdoria nell'edizione 1969-1970 della Coppa Italia.

## Palmarès

### Club

#### Competizioni nazionali
- Serie D: 1

C.R.D.A. Monfalcone: 1961-1962
- Serie C: 1

Genoa: 1970-1971